# Dasyhelea wuelkeri
Dasyhelea wuelkeri är en tvåvingeart som beskrevs av Mayer 1959. Dasyhelea wuelkeri ingår i släktet Dasyhelea och familjen svidknott. Inga underarter finns listade i Catalogue of Life.